# إيدي كلامب
إيدي كلامب (بالإنجليزية: Eddie Clamp)‏ مواليد 14 سبتمبر 1934 في إنجلترا - الوفاة 14 ديسمبر 1995 في ولفرهامبتن، كان لاعب كرة قدم إنجليزي كان يلعب كلاعب وسط. سبق له أن لعب في كأس العالم لكرة القدم مع منتخب بلاده. لعب خلال مسيرته 294 مباراة سجل خلالها 26 هدفاً.

## المسيرة الاحترافية

### أندية لعب لها
- وولفرهامبتون واندررز
- نادي أرسنال
- ستوك سيتي
- نادي بيتربورو يونايتد
- نادي ووستر سيتي

## روابط خارجية
- إيدي كلامب على موقع قاعدة بيانات كرة القدم.إي يو (الإنجليزية)
- إيدي كلامب على موقع ناشيونال فوتبول تيمز (الإنجليزية)